# Hubbsina turneri
Hubbsina turneri är en fiskart som beskrevs av De Buen, 1940. Hubbsina turneri ingår i släktet Hubbsina och familjen Goodeidae. Inga underarter finns listade i Catalogue of Life.
Denna fisk förekommer i centrala Mexiko i delstaten Michoacán. Den lever eller levde i Lago de Cuitzeo, i Lago Zacapú samt i en sjö i kommunen Yuriria och i angränsande vattendrag. Sjöarna har vanligen lerig grund och flera växter av släktena natar, vattenhyacintssläktet, kaveldunssläktet och skogssävssläktet. Djupet är utanför Lago Zacapú sällan mer än 1,5 meter. Andra växter som förekommer tillhör släktena Chara, särvsläktet och grönalger. Individerna har kräftdjur, insektslarver och käkiglar som föda. Vid stranden finns ibland träd av videsläktet. Fisken delar reviret med Skiffia lermae, Xenotoca variata, Goodea atripinnis, Allotoca zacapuensis och Zoogoneticus quitzeoensis. Lago Zacapú har två delar, en som är 4 till 6 meter djup och en som är 12 till 90 meter djup.
Beståndet hotas av sedimentation och av vattenföroreningar. Populationen i Lago de Cuitzeo och kommunen Yuriria är antagligen utdöd. IUCN kategoriserar arten globalt som akut hotad.